# جون إمونز
جون إمونز (بالإنجليزية: John Emmons)‏ هو لاعب هوكي الجليد أمريكي، ولد في 17 أغسطس 1974 في سان خوسيه في الولايات المتحدة.

## وصلات خارجية
- جون إمونز على موقع دوري الهوكي الوطني (الإنجليزية)
- جون إمونز على موقع EliteProspects.com (الإنجليزية)
- جون إمونز على موقع HockeyDB.com (الإنجليزية)
- جون إمونز على موقع Hockey-Reference.com (الإنجليزية)